# Idiji Glacier
Der Idiji Glacier ist ein Gletscher im Nordwesten der kanadischen Provinz British Columbia, im Mount Edziza Provincial Park.

## Geographie
Der Idiji Glacier ist einer von mehreren Gletschern an der Ostseite der Eiskappe des Mount Edziza im Nordwesten von British Columbia. Er liegt südlich des Gipfels des Mount Edziza in einem Kar südöstlich des Ice Peak. Der Idiji Glacier wird vom viel größeren Tencho Glacier durch einen Gebirgskamm getrennt, der sich südlich des Ice Peak oberhalb des höchsten Grates des Idiji-Kars erstreckt. Der Idiji Glacier ist der Namensgeber der Idiji Ridge, die südöstlich von ihm liegt.

## Name und Etymologie
Der Name des Gletschers wurde von der Geological Survey of Canada am 15. November 1979 vorgeschlagen und am 24. November 1980 offiziell anerkannt. Idiji bedeutet in der Sprache der Tahltan „es donnert“, was sich auf die lauten Geräusche dieses sehr aktiven Gletschers bezieht.

## Geologie
Am Kopf des Idiji Glacier finden sich Gesteine, die zur oberen Gesellschaft (engl. assemblage) der Ice-Peak-Formation gehören. Sie bestehen aus Trachyt, Benmoreit, Mugearit, Tristanit, Trachybasalt und Alkalibasalt, die in Form von Lavaströmen, Lavadomen und pyroklastischer Brekzie vorliegen.  In Bänken abgelagerter, limnischer Tuff und epiklastisches Geröll, die in einem in einem Felsvorsprung an der Nordseite des Idiji Glacier exponiert sind, wurden in einem heute zerstörten Gipfel-Krater abgelagert, von dem der Ice Peak einen Überrest des westlichen Randes darstellt.